# Бојење текстила
Бојадисање је процес додавања боје текстилним производима попут влакана, пређа и других тканина. Обично се врши у специјалном раствору који садржи бојила и одређени хемијски материјал. Након бојадисања, молекули бојила имају непрекинуту хемијску везу с молекулима влакна. Температура и контролисање времена су два кључна фактора у бојадисању. Постоје две главне класе бојила: природна и вештачка.
Примарни извор бојила, историјски, генерално је била природа; бојила су се екстраховала из животиња или биљака. Од средине 19. века, људи су почели да производе вештачка бојила како би постигли шири спектар боја и начинили бојила стабилнијима ради отпорности на прање и у општој употреби. Различите класе бојила се користе за различите типове влакана и у различитим фазама процеса производње текстила, од отпуштених влакана преко пређе и сукна до комплетних одевних предмета.
Акрилна влакна се бојадишу основним бојилима, док се најлон и протеинска влакна као што је вуна и свила бојадишу ацидним бојилима; пређа од полиестера се бојадише дисперзним бојилима. Бојадисање памука се врши низом различитих бојила, укључујући бачвена бојила те модерна синтетичка реактивна и директна бојила.

## Уклањање бојила
Ако ствари крену како не треба у току процеса бојадисања, бојач може да се нађе приморан на уклањање већ примењеног бојила — процесом који се зове „скидање” или „испуштање”. Ово обично значи уништавање бојила моћним редукујућим агенсима као што је натријум хидросулфит, или оксидујућим агенсима као што је водоник пероксид или натријум хипохлорит. Процесом се често ризикује оштећивање супстрата (влакно). Где је то могуће, неретко је мање ризично обојити материјал тамнијом нијансом — с црном бојом као најлакшом или коначном опцијом.